# Nicotiana edwardsonii
Nicotiana edwardsonii är en potatisväxtart som beskrevs av S.R. Christie och D.W. Hall. Nicotiana edwardsonii ingår i släktet tobak, och familjen potatisväxter. Inga underarter finns listade i Catalogue of Life.